# Karl Gustav Adolf Knies
Karl Gustav Adolf Knies (Marburgo, 29 de Março de 1821 — Heidelberg, 3 de Agosto de 1898) foi um economista alemão. Ele é mais conhecido como o autor de The Political Economy from a Historical Standpoint, um tratado metodológico sobre a Escola Histórica de economia política. Knies lecionou na Universidade de Heidelberg por mais de trinta anos.

## Carreira
Knies lecionou na Universidade de Heidelberg por mais de 30 anos e foi talvez o economista mais teoricamente orientado da escola histórica mais antiga.
Como outros na escola histórica alemã, Knies não gostava das atitudes da "escola clássica" (Adam Smith, David Ricardo e seus seguidores), particularmente sua crença de que a busca do interesse próprio individual redundava no bem da comunidade. Em sua Economia Política, p. 157, ele comenta que o interesse próprio está "no interesse público, por assim dizer, em sua fraqueza, e perigoso em sua força" (gemeinnützig, so zu sagen, in seine Schwäche und gefährlich in seine Stärke).
Knies é muito importante para o pensamento econômico americano inicial, já que alguns de seus fundadores estudaram com ele, por exemplo, John Bates Clark frequentou de 1872 a 1875 a Universidade de Zurique e a Universidade de Heidelberg, onde estudou com ele; Clark supervisionou a tese de Frank Knight, que por sua vez influenciou Paul Samuelson, que foi o primeiro a ganhar a Medalha John Bates Clark para o melhor economista americano com menos de quarenta anos. Richard T. Ely estudou com Knies e recebeu seu Ph.D. em 1879 em Heidelberg. Knies é a figura mais central na rede de vencedores do Prêmio Nobel de Economia.

## Obras (selecionadas)
- Die Statistik als selbständige Wissenschaft. Kassel 1850.
- Die katholische Hierarchie etc. Halle 1852.
- Die politische Ökonomie vom Standpunkt der geschichtlichen Methode. Braunschweig 1853 (2ª ed. 1883).
- Die Eisenbahnen und ihre Wirkungen. Braunschweig 1853.
- Der Telegraph als Verkehrsmittel. Tübingen 1857.
- Die Dienstleistung des Soldaten und die Mängel der Konskriptionspraxis. Freiburg 1860.
- Zur Lehre vom volkswirtschaftlichen Güterverkehr. Tübingen 1862.
- Finanzpolitische Erörterungen. Heidelberg 1871.
- Geld und Kredit. Berlin 1873/1876 (3 vols., 2ª edição 1885 e seguintes)
- Weltgeld und Weltmünze. Berlim 1874.